# Vallées du Rognon et de la Sueurre et massif forestier de la Crête et d'Ecot la Combe
Vallées du Rognon et de la Sueurre et massif forestier de la Crête et d'Ecot la Combe este o arie protejată (sit de importanță comunitară — SCI) din Franța întinsă pe o suprafață de 3.928 ha, integral pe uscat.

## Localizare
Centrul sitului Vallées du Rognon et de la Sueurre et massif forestier de la Crête et d'Ecot la Combe este situat la coordonatele 48°12′04″N 5°19′57″E / 48.20111°N 5.3325°E.

## Înființare
Situl Vallées du Rognon et de la Sueurre et massif forestier de la Crête et d'Ecot la Combe a fost declarat arie specială de conservare în baza directivei 92/43 din 1992 referitoare la conservarea habitatelor naturale și a faunei și florei sălbatice pentru a proteja 8 specii de animale.

## Biodiversitate
Situată în ecoregiunea continentală, aria protejată conține 15 habitate naturale: Peșteri inaccesibile publicului, Păduri pe pante, grohotișuri și ravene de Tilio-Acerion, Păduri aluvionare cu Alnus glutinosa și Fraxinus excelsior (Alno-Padion, Alnion incanae, Salicion albae), Ape puternic oligomezotrofe cu vegetație bentonică cu Chara spp., Cursuri de apă de la nivel de câmpie la nivel montan, cu vegetație Ranunculion fluitantis și Callitricho-Batrachion, Pajiști uscate seminaturale și facies de acoperire cu tufișuri pe substraturi calcaroase (Festuco-Brometalia) (* situri importante pentru orhidee), Izvoare petrifiante cu formare de travertin (Cratoneurion), Grohotișuri medio-europene calcaroase, de la nivel colinar și montan, Pante stâncoase calcaroase cu vegetație casmofită, Păduri de fag Asperulo-Fagetum, Păduri de fag din Europa Centrală dezvoltate pe sol calcaros cu Cephalanthero-Fagion, Păduri de stejar și carpen Galio-Carpinetum, Liziere de ierburi înalte hidrofile de câmpie și de nivel montan până la alpin, Păduri de stejar sau de stejar și carpen sub-atlantice și medio-europene de Carpinion betuli, Fânețe de joasă altitudine (Alopecurus pratensis, Sanguisorba officinalis).
La baza desemnării sitului se află mai multe specii protejate:
- mamifere (4): liliac cu urechi mari (Myotis bechsteinii), liliac comun (Myotis myotis), liliacul mare cu potcoavă (Rhinolophus ferrumequinum), liliacul mic cu potcoavă (Rhinolophus hipposideros)
- nevertebrate (2): rădașcă (Lucanus cervus), fluturele purpuriu (Lycaena dispar)
- pești (2): zglăvoacă (Cottus gobio), Cottus perifretum

Pe lângă speciile protejate, pe teritoriul sitului au mai fost identificate 43 de specii de plante, 48 de specii de păsări, 4 specii de amfibieni, 8 specii de mamifere, 2 specii de nevertebrate, 2 specii de pești, 3 specii de reptile.